# The Last Stand (1938)
The Last Stand is een Amerikaanse western uit 1938 onder regie van Joseph H. Lewis.

## Verhaal
Tim Douglas wil een bende veedieven oppakken, die zijn vader heeft gedood. Hij vermomt zich als een bandiet en kan op die manier infiltreren in de bende. Hij bedenkt een valstrik, wanneer hij meer informatie heeft over hun volgende overval.

## Rolverdeling
| Acteur          | Personage   |
| --------------- | ----------- |
| Bob Baker       | Tip Douglas |
| Constance Moore | Nancy Drake |
| Fuzzy Knight    | Pepper      |
| Earle Hodgins   | Thorn Evans |
| Forrest Taylor  | Turner      |
| Glenn Strange   | Joe         |
| Sam Flint       | Calhourn    |
| Jimmy Phillips  | Tom         |
| Jack Kirk       | Ed          |